# Champlat-et-Boujacourt
Champlat-et-Boujacourt est une commune française, située dans le département de la Marne en région Grand Est. Elle est formée de deux villages de la région naturelle du Tardenois, à l'ouest de la Montagne de Reims et de son parc naturel régional.
Commune rurale de l'aire d'attraction de Reims, Champlat-et-Boujacourt est membre de la communauté de communes des Paysages de la Champagne, à qui elle a transféré un certain nombre de compétences (notamment en matière d'eau et de déchets).
Au dernier recensement de 2022, la commune comptait 147 habitants. Son économie est particulièrement tournée vers l'agriculture.
Champlat-et-Boujacourt est en partie détruite pendant la Première Guerre mondiale. Pendant la Seconde Guerre mondiale, elle accueille le « maquis de Chantereine ». Son patrimoine architectural comprend notamment son église, reconstruite dans l'entre-deux-guerres.

## Géographie

### Localisation
Champlat-et-Boujacourt se trouve à l'ouest du département de la Marne, en région Grand Est. Elle appartient à la région agricole du Tardenois.
La commune s'étend sur une superficie de 636 hectares, à l'ouest de la Montagne de Reims et de son parc naturel régional.
Par la route, Champlat-et-Boujacourt se situe à 65 km de Châlons-en-Champagne, préfecture du département, à 25 km d'Épernay, sous-préfecture, et à 22 km de Dormans, bureau centralisateur du canton de Dormans-Paysages de Champagne dont dépend Champlat-et-Boujacourt depuis 2015. La commune fait en outre partie du bassin de vie de Reims, commune distante de 24 km par la route.
Champlat-et-Boujacourt est limitrophe de 5 communes :
|                    | Chambrecy              |          |
| Ville-en-Tardenois | Champlat-et-Boujacourt | Chaumuzy |
| Jonquery           | La Neuville-aux-Larris |          |

### Géologie et relief
Sur son territoire, l'altitude varie de 138 à 248 mètres.
Les villages de Boujacourt, à l'ouest, et Champlat, à l'est, se trouvent sur les coteaux d'une petite vallée formée par le ruisseau d'Hoyau, qui s'écoule vers le nord en direction de Chambrecy. L'altitude maximale est atteinte à l'opposé, au sud-ouest de la commune, au bois de la Cohette.

### Hydrographie

#### Réseau hydrographique
La commune est traversée par la ligne de partage des eaux entre les régions hydrographiques « la Seine de sa source au confluent de l'Oise (exclu) » et « la Seine du confluent de l'Oise (inclus) à l'embouchure » au sein du bassin Seine-Normandie. Elle est drainée par le Marais et le ruisseau d'Hoyau,.

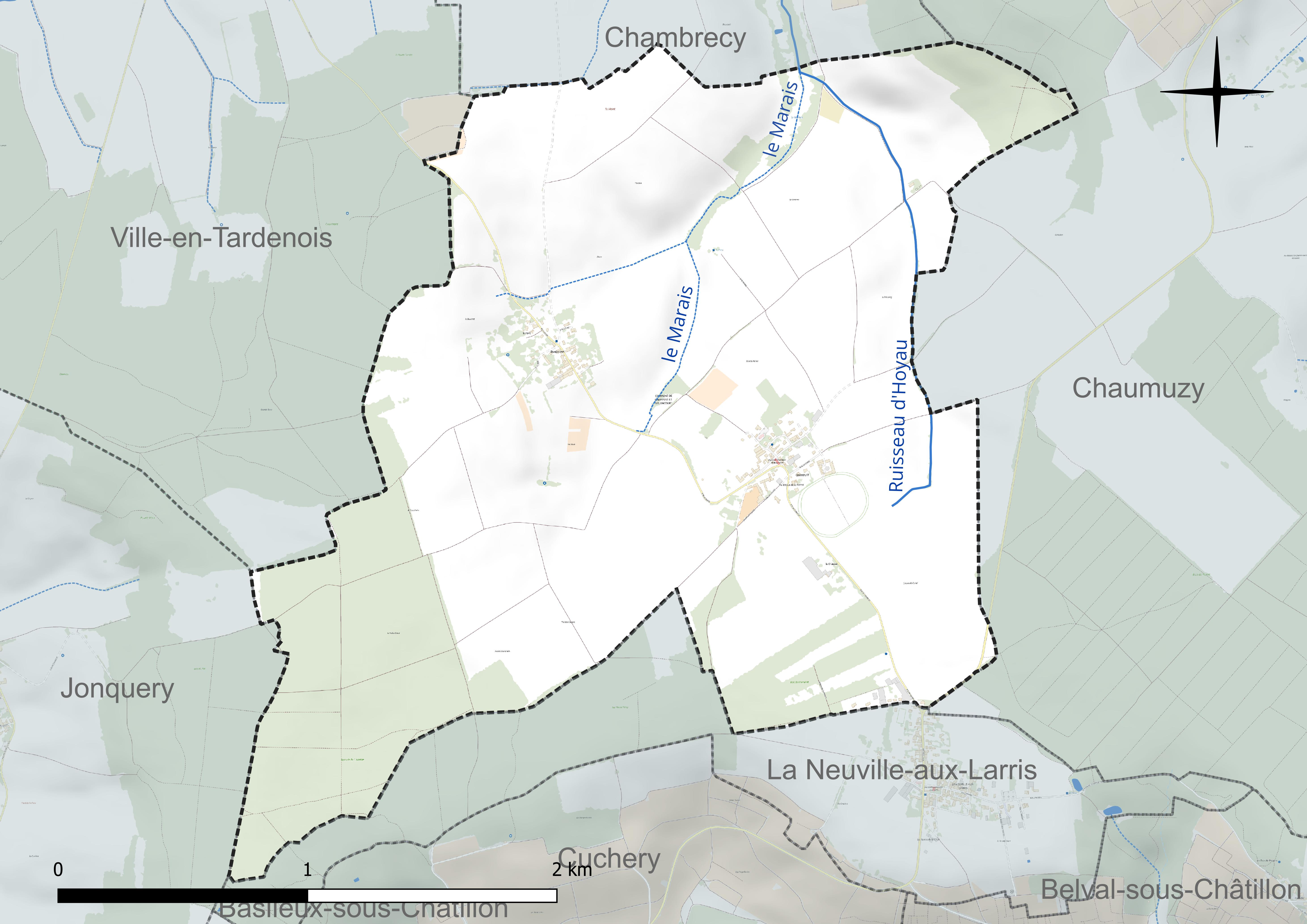
Réseau hydrographique de Champlat-et-Boujacourt.

#### Gestion et qualité des eaux
Le territoire communal est couvert par le schéma d'aménagement et de gestion des eaux (SAGE) « Aisne Vesle Suippe ». Ce document de planification, dont le territoire s’étend sur 3 096 km2 répartis sur trois départements (Aisne, Marne et Ardennes) et deux régions (Champagne-Ardenne et Picardie), a été approuvé le 16 décembre 2013. La structure porteuse de l'élaboration et de la mise en œuvre est le Syndicat d’aménagement des bassins Aisne Vesle Suippe (SIABAVES). 
La qualité des cours d’eau peut être consultée sur un site dédié géré par les agences de l’eau et l’Agence française pour la biodiversité. 

### Climat
Pour des articles plus généraux, voir Climat du Grand Est et Climat de la Marne.
En 2010, le climat de la commune est de type climat océanique dégradé des plaines du Centre et du Nord, selon une étude du Centre national de la recherche scientifique s'appuyant sur une série de données couvrant la période 1971-2000. En 2020, Météo-France publie une typologie des climats de la France métropolitaine dans laquelle la commune est exposée à un climat océanique altéré et est dans la région climatique  Nord-est du bassin Parisien, caractérisée par un ensoleillement médiocre, une pluviométrie moyenne régulièrement répartie au cours de l’année et un hiver froid (3 °C). 
Pour la période 1971-2000, la température annuelle moyenne est de 10,2 °C, avec une amplitude thermique annuelle de 15,3 °C. Le cumul annuel moyen de précipitations est de 796 mm, avec 11,6 jours de précipitations en janvier et 8,1 jours en juillet. Pour la période 1991-2020, la température moyenne annuelle observée sur la station météorologique de Météo-France la plus proche, « Chambrecy-Civc », sur la commune de Chambrecy à 3 km à vol d'oiseau, est de 10,7 °C et le cumul annuel moyen de précipitations est de 734,0 mm. 
La température maximale relevée sur cette station est de 40,3 °C, atteinte le 25 juillet 2019 ; la température minimale est de −22,1 °C, atteinte le 17 janvier 1985,,. 
Les paramètres climatiques de la commune ont été estimés pour le milieu du siècle (2041-2070) selon différents scénarios d'émission de gaz à effet de serre à partir des nouvelles projections climatiques de référence DRIAS-2020. Ils sont consultables sur un site dédié publié par Météo-France en novembre 2022.

### Milieux naturels et biodiversité
L'Inventaire national du patrimoine naturel (INPN) recense 281 espèces sur le territoire de la commune, dont 13 espèces protégées et 6 espèces menacées.
Champlat-et-Boujacourt fait partie du parc naturel régional de la Montagne de Reims.
La commune compte une zone naturelle d'intérêt écologique, faunistique et floristique (ZNIEFF) de type II, celle de la « vallée de l'Ardre et de ses affluents entre Saint-Imoges et Fismes ». Sur une superficie de 5 112 hectares répartis sur 34 communes, la ZNIEFF regroupe un ensemble de bois humides, prairies, hautes herbes et cultures dans des vallons formés par l'Ardre et de ses affluents, ainsi que des bois de pente, prairies, pelouses et broussailles sur les coteaux de ces vallons. À Champlat-et-Boujacourt, la ZNIEFF se trouve au nord de la commune autour du ruisseau le Marais.

## Urbanisme

### Typologie
Au 1er janvier 2024, Champlat-et-Boujacourt est catégorisée commune rurale à habitat dispersé, selon la nouvelle grille communale de densité à sept niveaux définie par l'Insee en 2022.
Elle est située hors unité urbaine. Par ailleurs la commune fait partie de l'aire d'attraction de Reims, dont elle est une commune de la couronne,. Cette aire, qui regroupe 294 communes, est catégorisée dans les aires de 200 000 à moins de 700 000 habitants,.

### Occupation des sols
L'occupation des sols de la commune, telle qu'elle ressort de la base de données européenne d’occupation biophysique des sols Corine Land Cover (CLC), est marquée par l'importance des territoires agricoles (76,2 % en 2018), une proportion identique à celle de 1990 (76,2 %). La répartition détaillée en 2018 est la suivante : terres arables (66 %), forêts (23,4 %), zones agricoles hétérogènes (10,2 %), zones urbanisées (0,4 %).
L'évolution de l’occupation des sols de la commune et de ses infrastructures peut être observée sur les différentes représentations cartographiques du territoire : la carte de Cassini (XVIIIe siècle), la carte d'état-major (1820-1866) et les cartes ou photos aériennes de l'IGN pour la période actuelle (1950 à aujourd'hui).

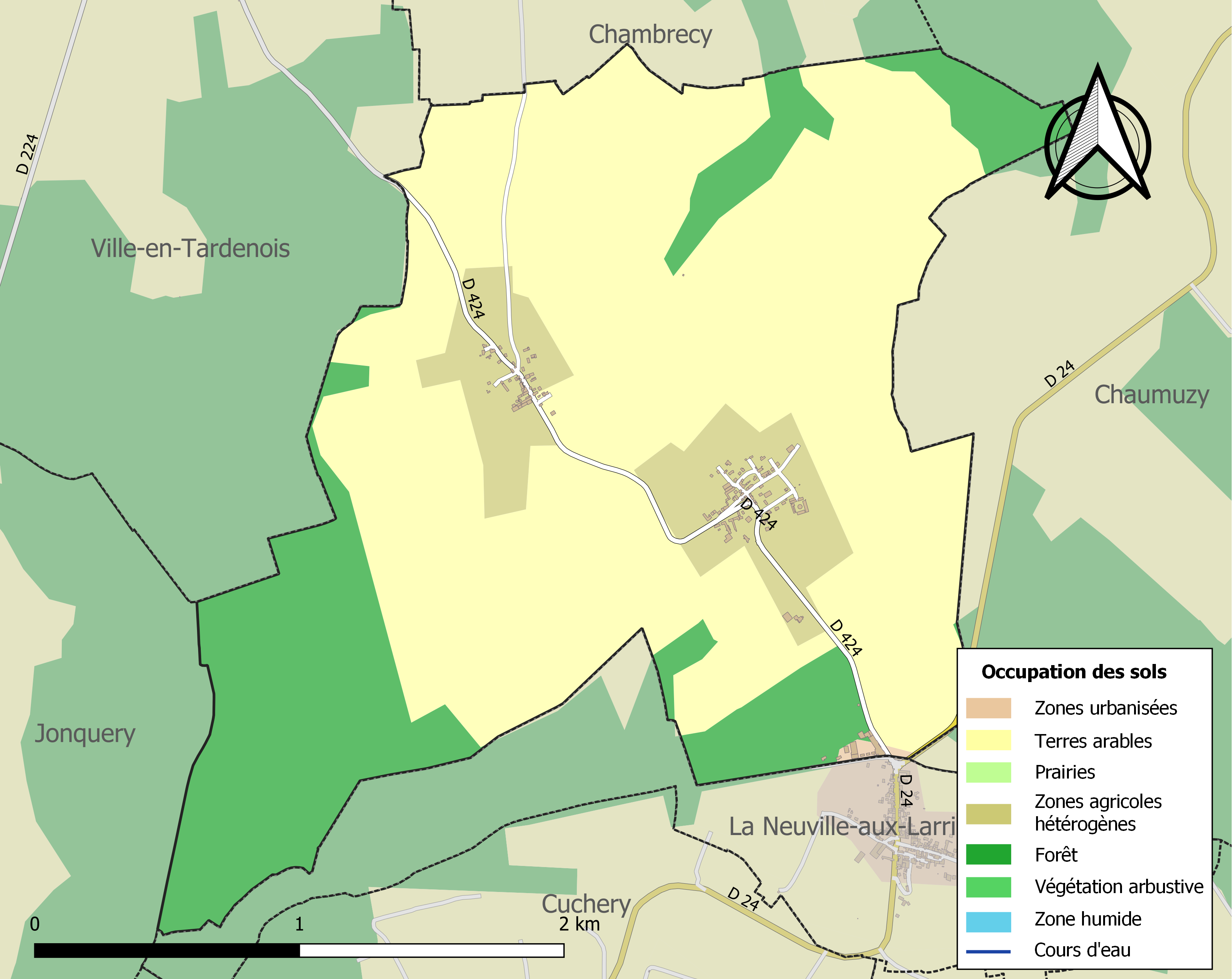
Carte des infrastructures et de l'occupation des sols de la commune en 2018 (CLC).

### Morphologie rurale, hameaux et écarts
La commune regroupe les villages de Champlat à l'est et de Boujacourt à l'ouest. Les villages se sont développées autour des voies de communication, notamment la RD424. Le bâti ancien est généralement mitoyen et aligné sur la rue. Le bâti plus récent, en périphérie, est au contraire pavillonnaire, en retrait de la rue. On y trouve également des bâtiments agricoles imposants.
Champlat-et-Boujacourt comprend également des constructions prolongeant l'agglomération de La Neuville-aux-Larris au sud-est, ainsi qu'un écart (le Château) à proximité de la RD424 entre Champlat et La Neuville. L'ancienne ferme de Chantereine au nord-est de la commune, dont l'existence est attestée dès 1303 (Chante-Rainne), n'est plus habitée,.

### Planification
Les règles d'urbanisme sur le territoire de Champlat-et-Boujacourt sont déterminées par le schéma de cohérence territoriale d'Épernay et sa Région (SCoTER) approuvé le 5 décembre 2018 et par la carte communale adoptée par le conseil municipal de la commune le 21 septembre 2018.

### Habitat et logement
En 2021, Champlat-et-Boujacourt compte 68 logements. Ces logements sont à 99 % des maisons ; la commune ne comptant qu'un seul appartement. En raison de la prévalence des maisons, les résidences principales de Champlat-et-Boujacourt disposent en moyenne de 5,3 pièces.
Le tableau ci-dessous présente une comparaison de quelques indicateurs chiffrés du logement pour Champlat-et-Boujacourt, la communauté de communes des Paysages de la Champagne (CCPC), le département de la Marne et la France entière :
|                                                            | Champlat-et-Boujacourt | CCPC   | Marne   | France     |
| ---------------------------------------------------------- | ---------------------- | ------ | ------- | ---------- |
| Ensemble des logements                                     | 68                     | 11 470 | 300 919 | 37 155 918 |
| Part des résidences principales (en %)                     | 88,2                   | 80,9   | 87,5    | 82,2       |
| Part des résidences secondaires (en %)                     | 5,9                    | 5,8    | 3,4     | 9,7        |
| Part des logements vacants (en %)                          | 5,9                    | 13,4   | 9,1     | 8,1        |
| Part des propriétaires de leur résidence principale (en %) | 77,4                   | 76,4   | 52,2    | 57,5       |

À Champlat-et-Boujacourt, en 2021, 88,2 % des logements sont des résidences principales, 5,9 % des résidences secondaires et 5,9 % des logements vacants. Par ailleurs, 77,4 % des ménages sont propriétaires de leur résidence principale. Champlat-et-Boujacourt se démarque alors par un nombre supérieur à la moyenne de ménages propriétaires de leur résidence principale.
Parmi les 60 résidences principales construites avant 2019, 6,5 % avaient été construites avant 1919, 25,8 % entre 1919 et 1945, 12,9 % entre 1946 et 1970, 22,6 % entre 1971 et 1990, 14,5 % entre 1991 et 2005 et 17,7 % entre 2006 et 2018.
Le nombre de logements a presque doublé entre 1968 et 2015. Le tableau ci-dessous présente l'évolution du nombre de logements sur le territoire de la commune, par catégorie, depuis 1968 :
|                        | 1968 | 1975 | 1982 | 1990 | 1999 | 2010 | 2015 | 2021 |
| ---------------------- | ---- | ---- | ---- | ---- | ---- | ---- | ---- | ---- |
| Résidences principales | 30   | 26   | 33   | 38   | 45   | 55   | 61   | 60   |
| Résidences secondaires | 3    | 7    | 6    | 7    | 5    | 5    | 4    | 4    |
| Logements vacants      | 4    | 6    | 3    | 3    | 1    | 7    | 5    | 4    |
| Total                  | 37   | 39   | 42   | 48   | 51   | 67   | 70   | 68   |

### Voies de communication et transports
Les deux villages de Champlat et Boujacourt sont traversés par la route départementale 424, qui relie Ville-en-Tardenois et la RD980 (ancienne RN380) au nord-ouest à La Neuville-aux-Larris et la RD24 au sud-est.
La commune n'est pas desservie par les transports en commun. La gare la plus proche est la gare de Champagne-Ardenne TGV.

### Risques naturels et technologiques
Le territoire de Champlat-et-Boujacourt est vulnérable à différents risques naturels. La commune n'est toutefois pas dans l'obligation d'élaborer et publier un document d'information communal sur les risques majeurs, ni un plan communal de sauvegarde.
La commune est concernée par les risques de mouvements de terrain et d'inondation par remontée de nappe. Elle a fait l'objet d'arrêtés reconnaissant l'état de catastrophe naturelle pour des inondations et/ou coulées de boue en 1989 et 1999.
Champlat-et-Boujacourt est affectée par le phénomène de retrait-gonflement des argiles (risque fort). Le risque sismique est très faible sur son territoire. De même, le potentiel radon de la commune est faible.
Aucun risque technologique n'est identifié sur son territoire.

## Toponymie
Champlat est attesté sous les formes La Nuevile-Chamlard (vers 1300) ; Chaularde (vers 1300) ; La Ville-Nueve Chanlart (1300) ; Nova Villa Chanlardi (1303-1312) ; Nova Villa (1346) ; Nuefville-Chanlart (1410) ; Neufville-Champlatz (1580) ; Chanlat (1627) ; Champla (XVIIIe siècle). Son nom  proviendrait du latin campus, « terrain plat, plaine, campagne cultivée, champ, terrain, territoire ». Champ peut être une altération de chant dans le sens de « placé de chant (debout sur le côté le plus étroit) », et désignerait une pierre levée.
Boujacourt  est attesté sous les formes Burgerti Cortis, Burtchart Curtis (commencement du XIe siècle) ; Burjaucourt (1196) ; Bourjaucourt, Burjaudi Curia (vers 1260) ; Bonjacort (1280) ; Bojacours, Boyacourt (1346) ; Bougacourt (1410) ; Boujacourt (1535) ; Bougencour (XVIIIe siècle). Cortis signifie « petit domaine » et Burgetis ferait référence au propriétaire de ce domaine.

## Histoire

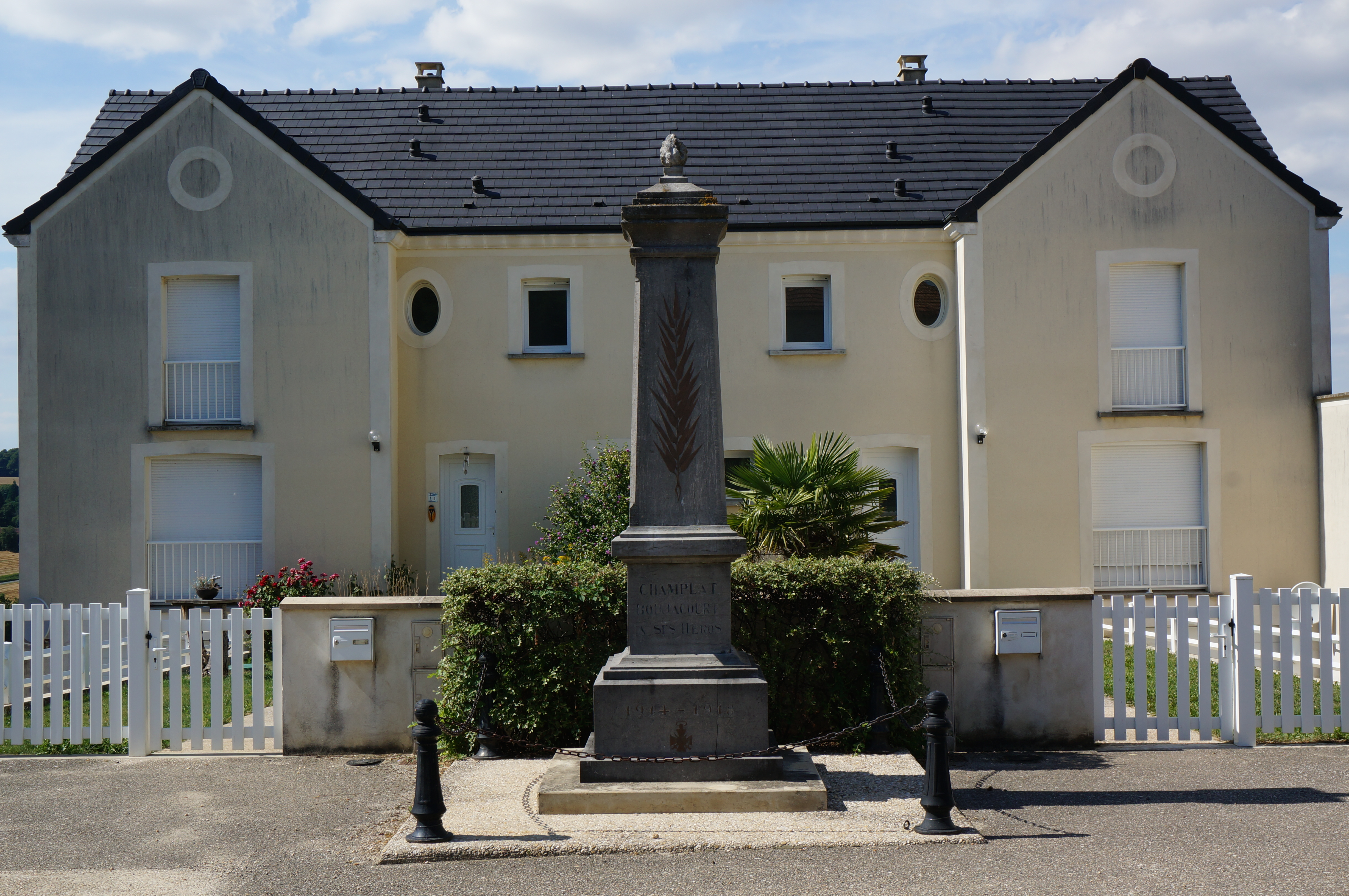
Le monument aux morts de la Première Guerre mondiale.

L'actuelle municipalité découle de la fusion au XIXe siècle de Champlat, site attesté en 1300 La Nueville Chamlard et de Boujaucourt, nommé Burgetis Cortis au XIe siècle.
Champlat-et-Boujacourt est particulièrement touchée par la Première Guerre mondiale. L'église de Champlat est ainsi détruite lors de la seconde bataille de la Marne, à l'été 1918.
Durant la Seconde Guerre mondiale, Raymond Huiban accueille dans sa ferme de Chantereine des réfractaires au STO en 1942, puis des armes pour la Résistance en 1944. On parle du « maquis de Chantereine ». Le 28 août 1944, les chars allemands attaquent la ferme, tuant dix résistants et laissant la ferme de Chantereine en ruine,,.

## Politique et administration

### Rattachements administratifs et électoraux

#### Rattachements administratifs
La commune se trouve dans l'arrondissement d'Épernay au sein du département de la Marne et de la région Grand Est. Avant le 31 mars 2017, Champlat-et-Boujacourt était rattachée à l'arrondissement de Reims.
Elle faisait partie depuis 1801 du canton de Châtillon-sur-Marne. Dans le cadre du redécoupage cantonal de 2014 en France, cette circonscription administrative territoriale a disparu, et le canton n'est plus qu'une circonscription électorale.

#### Rattachements électoraux
Pour les élections départementales, la commune fait partie depuis 2014 du canton de Dormans-Paysages de Champagne.
Pour l'élection des députés, elle fait partie de la deuxième circonscription de la Marne.

### Intercommunalité
Champlat-et-Boujacourt était membre de la communauté de communes du Châtillonnais, un établissement public de coopération intercommunale (EPCI) à fiscalité propre créé en 1995 et auquel la commune avait transféré un certain nombre de ses compétences, dans les conditions déterminées par le Code général des collectivités territoriales. Conformément aux prévisions du schéma départemental de coopération intercommunale (SDCI) de la Marne de 2011, la communauté de communes fusionne le 1er janvier 2014 avec la communauté de communes Ardre et Tardenois.
Dans le cadre des dispositions de la loi portant nouvelle organisation territoriale de la République du 7 août 2015, qui prévoit que les établissements publics de coopération intercommunale (EPCI) à fiscalité propre doivent avoir un minimum de 15 000 habitants, 8 communes de la nouvelle communauté de communes Ardre et Châtillonnais — dont Champlat-et-Boujacourt — rejoignent la communauté de communes des Paysages de la Champagne au 1er janvier 2017.
Champlat-et-Boujacourt est par ailleurs membre de plusieurs EPCI sans fiscalité propre : le SIVU du Châtillonnais, le SIVU scolaire de Mareuil-le-Port et le syndicat mixte de réalisation et de gestion du parc naturel régional de la Montagne de Reims.

### Liste des maires
| Période                                  | Période                      | Identité         | Étiquette | Qualité                        |
| ---------------------------------------- | ---------------------------- | ---------------- | --------- | ------------------------------ |
| avant 1874                               | après 1876                   | Cuvillier        |           |                                |
| Les données manquantes sont à compléter. |                              |                  |           |                                |
| 2001                                     | 2008                         | Yves Fourdinier  |           |                                |
| 2008                                     | En cours (au 4 juillet 2014) | Laurent Couvreur |           | Réélu pour le mandat 2014-2020 |

### Jumelages
Au 1er janvier 2023, Champlat-et-Boujacourt n'est jumelée avec aucune ville.

## Équipements et services publics

### Eau et déchets
L'approvisionnement en eau potable et l'assainissement des eaux usées sont des compétences de la communauté de communes des Paysages de la Champagne. La commune de Champlat-et-Boujacourt est alimentée en eau potable par deux captages situés sur son territoire et desservant également les communes voisines de Belval-sous-Châtillon et La Neuville-aux-Larris. La production et la distribution d'eau potable font l'objet d'une délégation de service public confiée à Suez jusqu'en 2029. L'assainissement y est non collectif et assuré en régie par la communauté de communes.
La communauté de communes est également compétente en matière de déchets. La collecte des ordures ménagères résiduelles et des déchets recyclables est réalisée en porte à porte. La communauté de commune adhérant au syndicat de valorisation des ordures ménagères de la Marne (SYVALOM), ces déchets sont amenés au centre de transfert départemental de Pierry puis valorisés sur le site de La Veuve. La collecte du verre et des textiles se fait en apport volontaire. La communauté de communes met par ailleurs six déchèteries à disposition de ses habitants, accessibles après création d'une carte d'accès : à Châtillon-sur-Marne, Damery-Venteuil, Fèrebrianges, Mareuil-le-Port, Montmort-Lucy et Trélou-sur-Marne.

### Enseignement
Champlat-et-Boujacourt fait partie de l'académie de Reims.
Les enfants de Champlat-et-Boujacourt sont accueillis au sein de l'école primaire (maternelle et élémentaire) de Cuchery, installée place de la Mairie et fréquentée par 88 élèves (chiffres 2024-2025).
Les jeunes de Champlat-et-Boujacourt sont ensuite rattachés au collège Professeur Nicaise de Mareuil-le-Port et au lycée Stéphane-Hessel d'Épernay.

### Postes et télécommunications

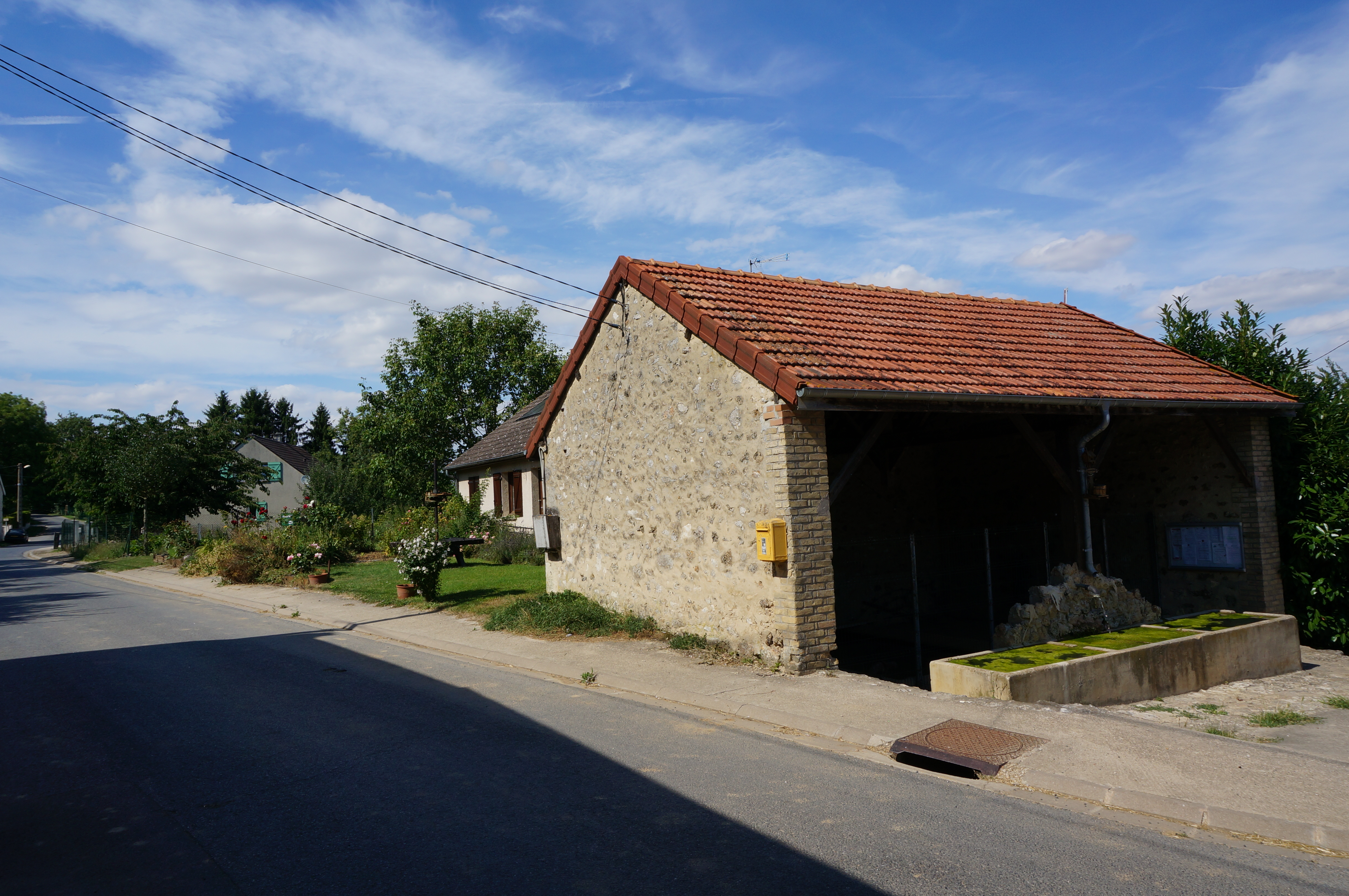
Le lavoir de Boujacourt et sa boîtes aux lettres.

Deux boîtes aux lettres de La Poste se trouvent sur le territoire de la commune : rue de la Mairie à Champlat et rue du Lavoir à Boujacourt.
Le bureau de poste le plus proche est situé à Ville-en-Tardenois, à environ 4 km de Champlat-et-Boujacourt. La commune partage toutefois son code postal (51480) avec le bureau de poste de Damery, à 10 km.

### Justice, sécurité et secours
Du point de vue judiciaire, Champlat-et-Boujacourt relève du conseil de prud'hommes, du tribunal de commerce, du tribunal judiciaire, du tribunal paritaire des baux ruraux et du tribunal pour enfants de Reims, dans le ressort de la cour d'appel de Reims. Pour le contentieux administratif, la commune dépend du tribunal administratif de Châlons-en-Champagne et de la cour administrative d'appel de Nancy.
Champlat-et-Boujacourt est située en secteur Gendarmerie nationale et dépend de la brigade de Châtillon-sur-Marne.
En matière d'incendie et de secours, les centres d'incendie et de secours les plus proches sont ceux de Dormans et Romigny, dépendant du Service départemental d'incendie et de secours (SDIS) de la Marne. La commune est rattachée au centre de première intervention de La Neuville-aux-Larris qui compte 13 sapeurs-pompiers volontaires intercommunaux suppléant les pompiers professionnels du SDIS.

## Population et société

### Démographie
L'évolution du nombre d'habitants est connue à travers les recensements de la population effectués dans la commune depuis 1793. Pour les communes de moins de 10 000 habitants, une enquête de recensement portant sur toute la population est réalisée tous les cinq ans, les populations de référence des années intermédiaires étant quant à elles estimées par interpolation ou extrapolation. Pour la commune, le premier recensement exhaustif entrant dans le cadre du nouveau dispositif a été réalisé en 2004.

En 2022, la commune comptait 147 habitants, en évolution de −13,53 % par rapport à 2016 (Marne : −1,19 %, France hors Mayotte : +2,11 %).
| 1793 | 1800 | 1806 | 1821 | 1831 | 1836 | 1841 | 1846 | 1851 |
| ---- | ---- | ---- | ---- | ---- | ---- | ---- | ---- | ---- |
| 160  | 235  | 264  | 228  | 248  | 259  | 262  | 250  | 253  |

| 1856 | 1861 | 1866 | 1872 | 1876 | 1881 | 1886 | 1891 | 1896 |
| ---- | ---- | ---- | ---- | ---- | ---- | ---- | ---- | ---- |
| 235  | 215  | 211  | 216  | 226  | 198  | 203  | 210  | 169  |

| 1901 | 1906 | 1911 | 1921 | 1926 | 1931 | 1936 | 1946 | 1954 |
| ---- | ---- | ---- | ---- | ---- | ---- | ---- | ---- | ---- |
| 175  | 179  | 176  | 145  | 140  | 123  | 107  | 100  | 91   |

| 1962 | 1968 | 1975 | 1982 | 1990 | 1999 | 2004 | 2006 | 2009 |
| ---- | ---- | ---- | ---- | ---- | ---- | ---- | ---- | ---- |
| 79   | 97   | 81   | 94   | 111  | 121  | 139  | 139  | 145  |

| 2014 | 2019 | 2022 | - | - | - | - | - | - |
| ---- | ---- | ---- | - | - | - | - | - | - |
| 166  | 155  | 147  | - | - | - | - | - | - |

### Sports et loisirs
La commune ne compte aucun équipement sportif ou de loisirs.

### Cultes
Pour le culte catholique, l'église Saint-Denis de Champlat-et-Boujacourt dépend de la paroisse Urbain II, au sein du diocèse de Reims.

### Médias
La presse écrite régionale comprend le quotidien L'Union et l'hebdomadaire L'Hebdo du vendredi.
Parmi les stations de radio locales, il est possible de citer Ici Champagne-Ardenne et Champagne FM.

## Économie

### Revenus de la population et fiscalité
En 2021, la commune compte 55 ménages fiscaux, regroupant 134 personnes.
Le revenu disponible par unité de consommation est alors de 24 860 €, supérieur à celui de la communauté de communes des Paysages de la Champagne (24 050 €), du département de la Marne (22 830 €) et de la France métropolitaine (23 080 €).
Pour des raisons de secret statistique, le taux de pauvreté à Champlat-et-Boujacourt n'est pas communiqué par l'Insee.

### Emploi
Champlat-et-Boujacourt appartient à la zone d'emploi d'Épernay.
En 2021, le taux d'activité des 15-64 ans est de 86 %, supérieur à celui de la communauté de communes (79,7 %), du département (74 %) et de la France métropolitaine (74,9 %). Pour cette même catégorie de population, le taux de chômage est de 8,7 % contre 8 % pour la communauté de communes, 12,1 % pour la Marne et 11,7 % pour la France métropolitaine.
En 2021, Champlat-et-Boujacourt compte 44 emplois (contre 21 en 2010), dont 71 % de salariés et 29 % de non-salariés. Avec 71 actifs y résidant, la commune a alors un indicateur de concentration d'emploi de 61,4. Dans les faits, 24,3 % des actifs résidant à Champlat-et-Boujacourt y travaillent tandis que 75,7 % travaillent dans une autre commune.

### Entreprises, commerces et agriculture
En 2022, la commune compte 13 établissements économiquement actifs (hors agriculture).
En 2018, la commune ne compte aucun commerce, à l'exception d'un dépôt de pain.
En 2020, Champlat-et-Boujacourt compte 9 exploitations agricoles, pour une surface agricole utilisée de 480 hectares et 12 emplois à temps plein. Selon l'Agreste, la production agricole de la commune est spécialisée dans la polyculture. Les cultures dominantes sont le blé, l'orge et le colza. La commune compte également quelques prairies en herbe autour de ses villages et cours d'eau ainsi que quelques hectares de vignes, Champlat-et-Boujacourt faisant en effet partie des appellations d'origine contrôlée « champagne » et « coteaux-champenois ».

## Culture locale et patrimoine

### Lieux et monuments

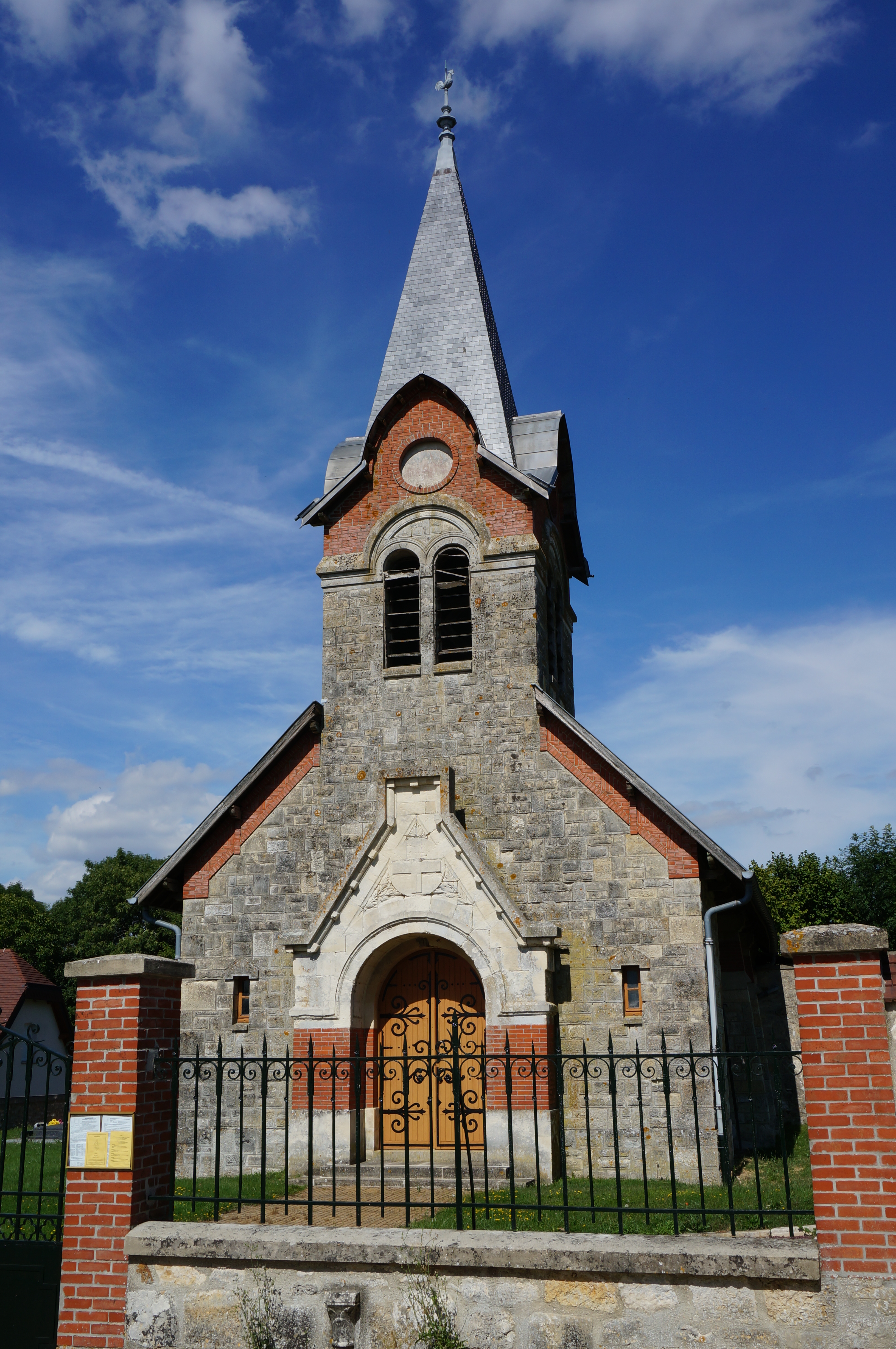
L'église.

Le principaux monuments de la commune sont :
- l'église Saint-Denis de Champlat, détruite au cours de la Première Guerre mondiale et reconstruite entre 1929 et 1931[24] ;
- la mairie-école, construite en 1909[24] ;
- le monument aux morts ;
- le monument du maquis de Chantereine, élevé devant la ferme de Chantereine en ruine[24] et restauré en 2016[35] ;
- les deux lavoirs de la commune, à Boujacourt et Champlat, construits en 1875 selon un plan rectangulaire semi-fermé. La lavoir de Champlat, endommagé pendant la Première Guerre mondiale, est reconstruit en 1923[24].